# 4867 Polites
4867 Polites је Јупитеров тројански астероид са средњом удаљеношћу од Сунца која износи 5,159 астрономских јединица (АЈ).
Апсолутна магнитуда астероида је 9,4.